# アディサク・クライソーン
アディサク・クライソーン（泰: อดิศักดิ์ ไกรษร、1991年2月1日 - ）は、タイ王国・ブリーラム県出身のサッカー選手。ポジションは攻撃的ミッドフィールダー。

## 来歴
AFCチャンピオンズリーグ2014で山東魯能戦のロスタイムにAFCチャンピオンズリーグ初得点を決めた。続くグループリーグ第2節の浦項スティーラース戦で2試合連続得点を決めた。

## 代表
2013年6月15日、中国との親善試合（5-1）でタイ代表としてデビューし、2得点を決める活躍をみせた。2014年3月5日、AFCアジアカップ2015予選のレバノン戦（2-5）で2試合連続得点を決めた。公式戦では初得点となった。

## 個人成績
（2014年4月23日時点）
| 年度 | クラブ                     | 大会                    | 出場 | 得点 |
| ---- | -------------------------- | ----------------------- | ---- | ---- |
| 2012 | ブリーラム・ユナイテッドFC | AFCチャンピオンズリーグ | 2    | 0    |
| 2013 | ブリーラム・ユナイテッドFC | AFCチャンピオンズリーグ | 5    | 0    |
| 2014 | ブリーラム・ユナイテッドFC | AFCチャンピオンズリーグ | 2    | 2    |
| 通算 | 通算                       | 通算                    | 9    | 2    |

## 所属クラブ
ユース経歴
- バンコク・クリスチャン・カレッジFC

プロ経歴
- 2009年  ムアントン・ユナイテッドFC
- 2009年 - 2011年 → プーケットFC (loan)
- 2011年 - 2014年  ブリーラム・ユナイテッドFC
- 2015年  BECテロ・サーサナFC
- 2016年 -   ムアントン・ユナイテッドFC

## 代表歴
- 2009年 - 2010年  U-19タイ代表
- 2011年 - 現在  U-23タイ代表
- 2013年 - 現在  タイ代表

## タイトル

### クラブ
ブリーラム・ユナイテッドFC
- タイ・プレミアリーグ 優勝 (2) : 2011, 2013
- タイFAカップ 優勝 (3) : 2011, 2012, 2013
- タイ・リーグカップ 優勝 (3) : 2011, 2012, 2013
- コー・ロイヤルカップ 優勝 (2) : 2013, 2014
- トヨタプレミアカップ 優勝 (2) : 2011, 2013

### 代表
U-23タイ代表
- 東南アジア競技大会 金メダル (1) : 2013

U-19タイ代表
- AFF U-19ユース・チャンピオンシップ 優勝 (1) : 2009